# Martin Richards (productor)
Martin Richards (Bronx, 1 de marzo de 1932–Nueva York, 26 de noviembre de 2012), nacido Morton Richard Klein, fue un productor estadounidense. Ganó el Premio de la Academia a la Mejor Película por su producción en Chicago. Como productor de Broadway, ganó cuatro Premios Tony al mejor musical, de un total de diez nominaciones.
Richards falleció el 26 de noviembre de 2012 debido al cáncer.

## Filmografía
- Chicago (productor)
- Fort Apache, The Bronx (productor)
- The Shining (productor asociado)
- Los niños del Brasil (productor)
- Some of My Best Friends Are... (productor - como Marty Richards)

## Premios y distinciones
Premios Óscar
| Año  | Categoría      | Película | Resultado |
| ---- | -------------- | -------- | --------- |
| 2003 | Mejor película | Chicago  | Ganador   |